# 크리스 아이제먼

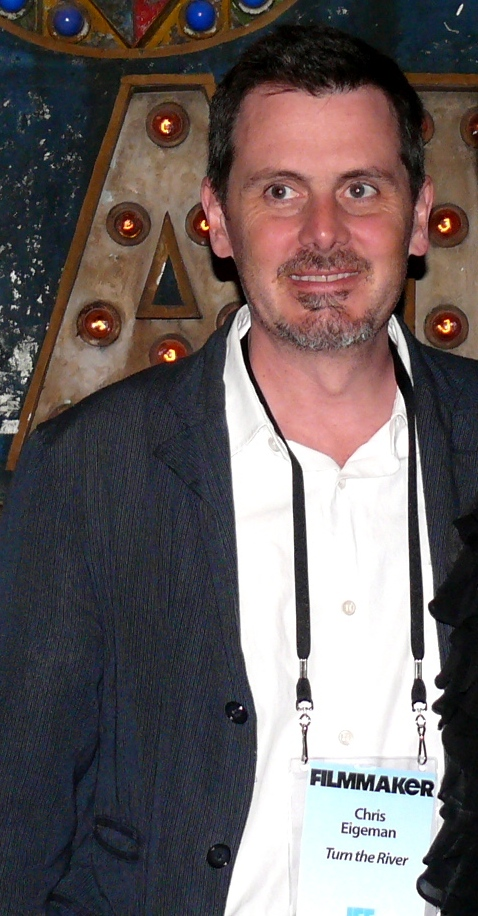

크리스 아이거먼(Chris Eigeman, 영어 발음: /ˈaɪɡəmən/, 1965년 3월 1일 ~ )은 미국의 영화 감독, 영화 제작자, 배우, 각본가이다.
덴버에서 태어났다.

## 출연 작품
- 미드나잇 선 (2014년, 각본 감독)
- 시크릿 (2012년) - 게빈 브라이어 역
- 턴 더 리버 (2007년)
- 트리트먼트 (2006년) - 제이크 싱어 역
- 더 퍼펙트 유 (2002년)
- 페스 투 워 (2002년)
- 러브 인 맨하탄 (2002년) - 존 벡스트럼 역
- 디스코의 마지막 날 (1998년) - 데스 맥가라스 역
- 라스트 브로드웨이 (1997년)
- 미스터 제러시 (1997년)
- 키킹 앤 스크리밍 (1995년)
- 바르셀로나 (1994년)
- 메트로폴리탄 (1990년) - 닉 스미스 역
- 길모어 걸스 : 어 이어 인 더 라이프

### 텔레비전
- 길모어 걸스 (2000년)
- 말콤네 좀 말려줘 (2000년)